# Prémio Ferreira da Silva
O Prémio Ferreira da Silva é um prémio atribuído bienalmente pela Sociedade Portuguesa de Química em homenagem ao químico António Ferreira da Silva que visa premiar os químicos portugueses que se distinguem pelo seu trabalho científico.
Este prémio foi criado em 1981.

## Premiados[2]
- 1982 - Jorge Calado (IST)
- 1984 - Sebastião Formosinho (FCTUC) e António Xavier (UNL)
- 1991 - António Varandas (FCTUC)
- 1996 - Manuel Nunes da Ponte (UNL)
- 1998 - Alberto Romão Dias (IST)
- 2000 - Fraústo da Silva (IST)
- 2002 - Manuel Ribeiro da Silva (FCUP)
- 2004 - José Cavaleiro (UA)
- 2006 - J. A. Martinho Simões (FCUL)
- 2008 - Sílvia Marília de Brito Costa (IST)
- 2010 - Fernando Jorge da Silva Pina (UNL)
- 2012 - Armando José Latourette de Oliveira Pombeiro (IST) e José Luís Fontes da Costa Lima (FFUP)
- 2014 - José Luís Cabral da Conceição Figueiredo (FEUP)
- 2016 - João Carlos Matias Celestino Gomes da Rocha (UA)
- 2018 - Maria José Diogo da Silva Calhorda (UL)
- 2020 - Mário Nuno de Matos Sequeira Berberan e Santos (IST)
- 2022 - José João Galhardas de Moura (UNL)